# Штайнфельд (Мекленбург)
Штайнфельд (нем. Steinfeld) — община в Германии, в земле Мекленбург-Передняя Померания.
Входит в состав района Бад-Доберан. Подчиняется управлению Карбек. Население составляет 565 человек (на 31 декабря 2010 года). Занимает площадь 13,50 км².